# NGC 599
NGC 599 é uma galáxia elíptica (E-S0) localizada na direcção da constelação de Cetus. Possui uma declinação de -12° 11' 27" e uma ascensão recta de 1 horas, 32 minutos e 53,7 segundos.
A galáxia NGC 599 foi descoberta em 27 de Novembro de 1785 por William Herschel.